# 约瑟夫·康拉德作品列表
按時間順序列出約瑟夫·康拉德的作品。

## 小说
- 《奥尔迈耶的愚蠢》（Almayer's Folly，1895年）
- 《一个荒岛上的流浪者》（An Outcast of the Islands，1896年）
- 《水仙号上的黑水手》（The Nigger of the 'Narcissus'，1897年）
- 《黑暗的心》（Heart of Darkness，1899年）
- 《吉姆爷》（Lord Jim，1900年）
- 《诺斯特罗莫》（Nostromo，1904年）
- 《间谍》（The Secret Agent，1907年）
- 《在西方的目光下》（Under Western Eyes，1911年）
- 《机缘》（Chance，1913年）
- 《胜利》（Victory，1915年）
- 《阴影线》（The Shadow Line，1917年）
- The Arrow of Gold（1919年）
- The Rescue（1920年）
- The Rover (1923)
- Suspense: A Napoleonic Novel (1925; unfinished, published posthumously)

## 短篇小说
- 《青春》（Youth ，1902年）
- 《台风》（Typhoon，1902年）